# Deshielo cubano
El deshielo cubano (en inglés: Cuban Thaw ) es el nombre con el que se conoció al proceso de normalización de las relaciones entre Cuba y Estados Unidos que tuvo lugar entre diciembre de 2014, después de 54 años de hostilidad diplomática entre ambos países, y mediados de 2017. En marzo de 2016, Barack Obama se convirtió en el primer presidente de los Estados Unidos en visitar Cuba desde 1928.

## Historia

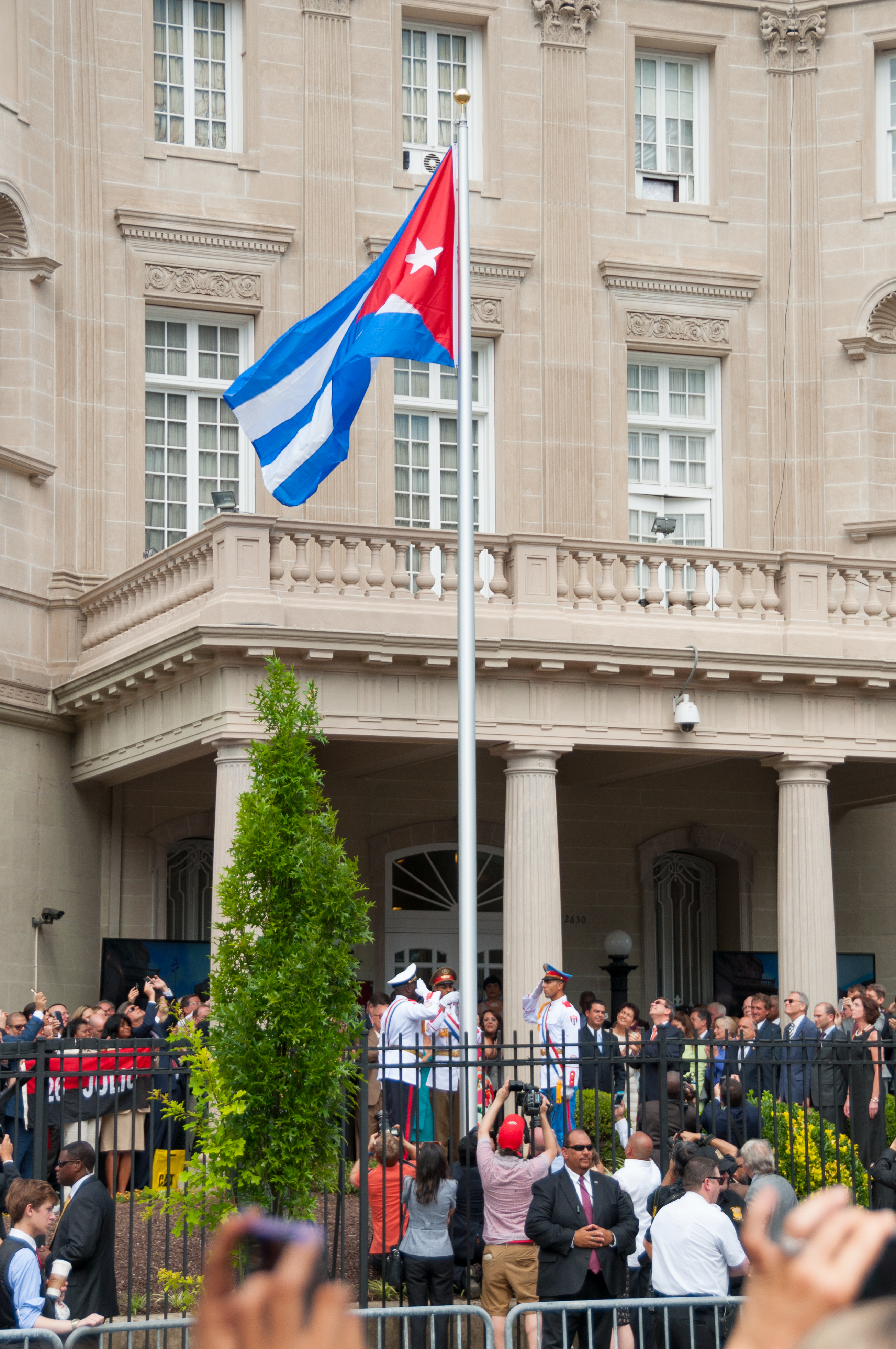
Reapertura de la Embajada de Cuba en Estados Unidos el 20 de julio de 2015.

El 17 de diciembre de 2014, el presidente de los Estados Unidos Barack Obama y el presidente de Cuba Raúl Castro anunciaron el inicio de un proceso de normalización de las relaciones entre ambos países. Este acuerdo fue secretamente negociado en los meses anteriores, y fue facilitado por el papa Francisco y apoyado por el Gobierno de Canadá. Las reuniones bilaterales fueron realizadas en Canadá y en la Ciudad del Vaticano, y los temas en la agenda fueron el levantamiento de algunas restricciones de viaje, menos restricciones a las remesas y al acceso de los bancos estadounidenses al sistema financiero cubano, y la reapertura de las embajadas de Estados Unidos en La Habana y de Cuba en Washington, ambas cerradas en 1961 luego del quiebre de las relaciones por la cercanía de Cuba con la Unión Soviética.
El 14 de abril de 2015, en el marco de este deshielo, Estados Unidos anunció el comienzo del procedimiento para retirar a Cuba de la lista de Estados que apoyan el terrorismo que elabora el Departamento de Estado de ese país, supresión que fue efectiva el 29 de mayo, sin que el Congreso de los Estados Unidos ejerciera su potestad de vetar la medida. En julio de ese año, la sección de intereses de Estados Unidos en Cuba y la sección de intereses de Cuba en Estados Unidos recuperaron su estatus de embajada.
El 11 de diciembre de 2015 Estados Unidos y Cuba acordaron reponer el servicio postal entre ambos países por primera vez desde 1963, lo cual se llevó a cabo desde el 17 de marzo de 2016. Una semana después, el 17 de diciembre, fue suscrito un memorándum para restablecer los vuelos comerciales entre ambos países, lo cual no ocurría desde la Crisis de los misiles. El acuerdo, que contempla 110 vuelos diarios, entró en vigor el 16 de febrero de 2016. El 20 de marzo de 2016, Barack Obama inició una visita oficial de tres días a Cuba, la primera visita de Estado de un presidente de los Estados Unidos en 88 años, tras la realizada por Calvin Coolidge en 1928.
El 12 de enero de 2017, el presidente Barack Obama anunció el cese inmediato de la política de «pies secos, pies mojados», indicando que los inmigrantes cubanos serían tratados al igual que los de otras nacionalidades. La medida se tomó en un acuerdo entre ambos países firmado en La Habana ese mismo día, en el que el gobierno cubano también accedió a aceptar el retorno de los ciudadanos cubanos que participaron el Éxodo del Mariel de 1980.

## Término parcial del deshielo

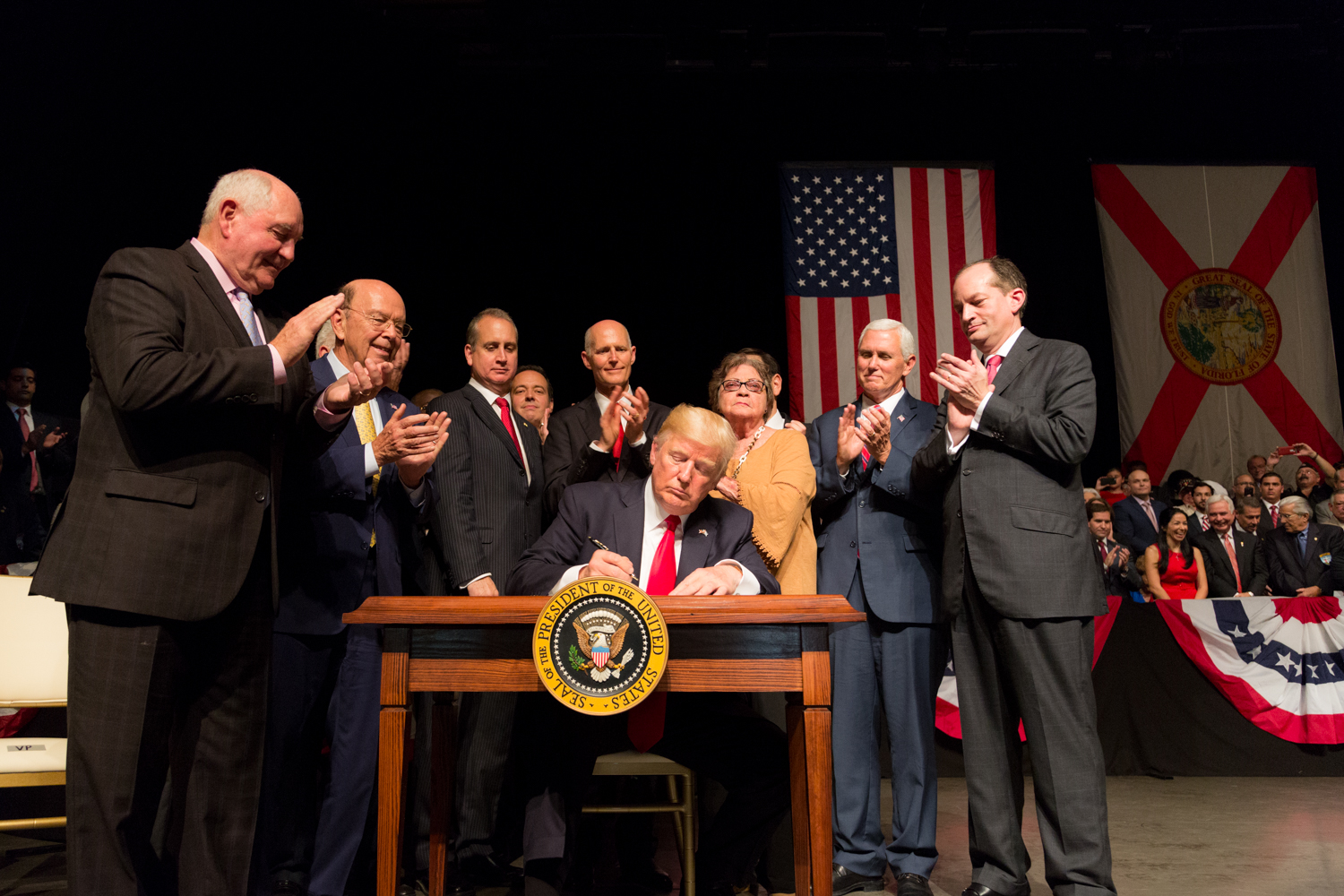
Presidente Trump en Miami el 16 de junio de 2017, firmando el Memorándum Presidencial para la nueva política hacia Cuba

En junio de 2017, el presidente Donald Trump anunció cambios en la política del gobierno estadounidense en Cuba, resumidos en cuatro puntos:

1. Facilitar el cumplimiento de la ley de los Estados Unidos, en particular las disposiciones que rigen el embargo contra Cuba y la prohibición referente al turismo;
2. Responsabilizar el régimen de Cuba por abusos de los derechos humanos y opresión ignorados bajo la política del gobierno [de] Obama;
3. Fomentar la seguridad nacional y los intereses de política exterior de los Estados Unidos y del pueblo de Cuba; y
4. Sentar las bases para empoderar al pueblo cubano para desarrollar mayor libertad política y económica.

«Hoja informativa sobre la política respecto a Cuba», 16 de junio de 2017.

Entre las medidas tomadas por Trump, plasmadas en un «Memorando Presidencial de Seguridad Nacional del Presidente Trump sobre el Fortalecimiento de la Política de los Estados Unidos hacia Cuba» (NSPM), están el aumento de las restricciones de los estadounidenses para viajar a la isla y la modificación de los reglamentos para implementar cambios en el programa de sanciones a Cuba. Sin embargo, Trump no terminó con las relaciones diplomáticas entre ambos países, nombrando como nuevo embajador a Philip Goldberg. En septiembre de 2017, el gobierno de Trump ordenó el retiro de más de la mitad del personal de su embajada en La Habana, tras una serie de supuestos ataques sónicos.
El 4 de junio de 2019, la Administración Trump anunció una prohibición total de los viajes en cruceros, yates privados o aviones a Cuba. También anunció la prohibición de los viajes de "persona a persona", que hasta ese momento era el mecanismo legal más popular para los viajes estadounidenses a la isla, en gran parte porque era la categoría utilizada por las líneas de cruceros para sus recorridos. Las sanciones se mencionaron por primera vez unos días antes, en un discurso del asesor de Seguridad Nacional de Estados Unidos, John Bolton, a los veteranos de la fallida invasión de Cuba por Bahía de Cochinos en Miami. El ministro de Relaciones Exteriores de Cuba, Bruno Rodríguez Parrilla, afirmó que el Estado cubano "rechazó" las sanciones, a las que consideró destinadas a asfixiar la economía de la isla y dañar su nivel de vida para lograr concesiones políticas. En septiembre de 2019 se realizaron nuevos cambios en relación con las remesas.

## Administración Biden
La administración Biden anunció nuevos cambios que revierten las medidas de Trump hacia Cuba, como la eliminación del límite a las remesas familiares y la ampliación del personal en la embajada de La Habana para tramitar visas. Sin embargo, más allá de estas medidas no ha habido ningún cambio posterior, y la Administración públicamente ha declarado que no habrá un retorno a la era Obama, debido a la situación política de la isla.